# Fred: The Movie
Fred: The Movie – amerykański film komediowy z 2010 roku w reżyserii Claya Weinera. Film opowiada o przygodach Freda Figglehorna, fikcyjnego bohatera granego przez Lucasa Cruikshanka. Film miał swoją światową premierę 18 września 2010 roku na amerykańskim Nickelodeon. Film doczekał się kontynuacji filmu Noc żywego Freda.

## Opis fabuły
Historia filmu rozpoczyna się, kiedy Fred Figglehorn (Lucas Cruikshank) zakochuje się w pięknej Judy (Pixie Lott), ale boi się do niej podejść. Jednak gdy się odważył, okazało się, że Judy wyprowadziła się. Fred wyrusza na poszukiwanie Judy.

## Obsada
- Lucas Cruikshank jako Fred Figglehorn
- Pixie Lott jako Judy
- Jennette McCurdy jako Bertha
- Siobhan Fallon Hogan jako mama Freda
- John Cena jako tata Freda
- Jake Weary jako Kevin